# Ули Хенес
Улрих Хенес (5. јануар 1952), познат по надимку Ули, немачки је фудбалски функционер и бивши фудбалер. Играо је на позицији нападача. Био је дугогодишњи председник ФК Бајерн Минхен.

## Клупска каријера
Ули Хенес је из аматерског ТСГ Улма прешао у Бајерн Минхен са 18 година, и у њему започео сениорску каријеру. Већ у првој сезони са Бајерном заузима друго место у Бундеслиги, одигравши 31 утакмицу и постигавши 6 голова, и осваја куп Немачке. Током 8 и по година играња за Бајерн Хенес је освајао по 3 Бундеслиге и Купа шампиона. Сезоне 1973/74. у поновљеној финалној утакмици Купа шампиона против Атлетико Мадрида Хенес је пружио одличну партију постигавши 2 гола у победи Бајерна од 4:0. Следеће сезоне Купа шампиона у финалу против Лидса Хенес је повредио колено, и од те повреде се никад није скроз опоравио. Крајем 1978. одлази на позајмицу у Нирнберг, али тамо не успева да поврати стару форму и да се опорави, и одлази у пензију са само 27 година.

## Репрезентативна каријера
Хенес је за репрезентацију Немачке дебитовао 29. марта 1972. против Мађарске, и на дебитантској утакмици постигао гол. Са Немачком је освојио Европско првенство 1972. и Светско првенство 1974. У финалу Светског првенства 1974. је скривио једанаестерац над Јоханом Кројфом након кога је Холандија повела са 1:0, али је Немачка на крају преокренула на 2:1. На Европском првенству 1976. у финалу против Чехословачке је промашио последњи једанаестерац за Немачку, након чега је Паненка погодио за победу Чехословачке.

## Руковођење у Бајерну
Одмах након пензионисања 1979. Хенес је постављен за комерцијалног, односно генералног директора у Бајерну. Током Хенесовог руководства, клуб је доживео снажан раст: приход је увећан за око 20 пута, а чланство у клубу се увећало на преко 230 000. Између 2000. и 2005. године Бајерн је изградио и један од најсавременијих стадиона на свету Алијанц арену по цени од 340 милиона евра. Године 2012. Бајерн је имао капитал од скоро 249 милиона евра.
Дана 20. априла 2013. године пријављено је да се Хенес истражује због утаје пореза. Хенес је оптужен за утају пореза, а његово суђење почело је 10. марта 2014. Три дана касније осуђен је на 3 и по године затвора. У фебруару 2016. године је изашао из затвора, а у новембру исте године је након убедљиве победе на клупским изборима поново постао председник клуба, чију је функцију претходно обављао у периоду од 2009. до 2014. године.

## Трофеји
Бајерн Минхен
- Бундеслига Немачке: 1971/72, 1972/73, 1973/74
- Куп Немачке: 1970/71
- Куп шампиона: 1973/74, 1974/75, 1975/76
- Интерконтинентални куп: 1976

Западна Немачка
- Светско првенство: 1974
- Европско првенство: 1972